# Евразиер
Евразиер (на немски: Eurasier) или евразиец е порода кучета, получена през 1973 при кръстосването на самоед, чау-чау и вълчи шпиц. Тя принадлежи към шпицовия тип. Първоначално, през 1960, Юлиус Випфел, Шарлот Балдамус и още няколко ентусиасти се обединили от идеята да създадат порода, която да обединява най-добрите качества на чау-чауто и вълчият шпиц (кеешонд). Полученото куче било наречено волфчау (портманто от немските думи за вълчи шпиц и чау-чау). 13 години по-късно към волфчауто е добавен и самоед и тогава породата получава името „евразиер“. Същата година тя е призната от МФК. Козината му е къса и гъста. и може да бъде оцветена в рижаво, черно или сиво, като задължително има бели части. По характер са верни и отдадени на стопанина си, но резервирани към непознати. Добри компаньони и пазачи. Обичат деца, особено малки. Днес тази порода е съвсем слабо реазпространена по света, а обучението и е много скъпо.